# Interglobus Tour Follow me!
Interglobus Tour Follow me! – polskie przedsiębiorstwo świadczące usługi przewozowe nieprzerwanie od 1998 roku. Firma specjalizuje się w transferach na lotniska, wynajmie autokarów i przejazdach indywidualnych tzw. Business Taxi. Przewoźnik realizuje przejazdy również przy współpracy z firmą Flixbus, oferując regularne przewozy ze Szczecina do Berlina, Gdańska, Olsztyna, Gorzowa Wlkp., Poznania, Łodzi czy Warszawy.

## Historia firmy
Przedsiębiorstwo zostało założone w 1998 roku w Szczecinie. Początkowo firma dysponowała dwoma samochodami osobowymi, oferując usługi indywidualnych transferów na lotniska w Goleniowie oraz Berlinie. Dynamiczny rozwój firmy spowodował, że szybko rozbudowywana została flota pojazdów oraz poszerzona oferta przejazdów. W 2002 roku firma posiadała już 10 samochodów osobowych, natomiast w 2004 roku został zakupiony pierwszy autokar.
Interglobus Tour Follow me! świadczy swoje usługi w wielu krajach europejskich. Współpracował przy organizacji przewozów podczas takich wydarzeń jak np. finał piłkarskiej Ligi Mistrzów w Berlinie w 2015 r. czy podczas Szczytu ONZ w 2018 r. w Bonn.
W grudniu 2015 roku firma została pierwszym polskim partnerem Flixbusa, największego przewoźnika autokarowego w Europie. Pierwszą linią autobusową realizowaną przy współpracy z Flixbusem była trasa Szczecin – Berlin ZOB – Berlin Tegel, która została uruchomiona 5 grudnia 2015 roku. Aktualnie oprócz regularnych połączeń do Berlina, Follow me! obsługuje pod marką Flixbus połączenia do Kołobrzegu, Koszalina, Gdańska, Elbląga, Olsztyna, Gorzowa Wlkp., Poznania, Łodzi czy Warszawy.

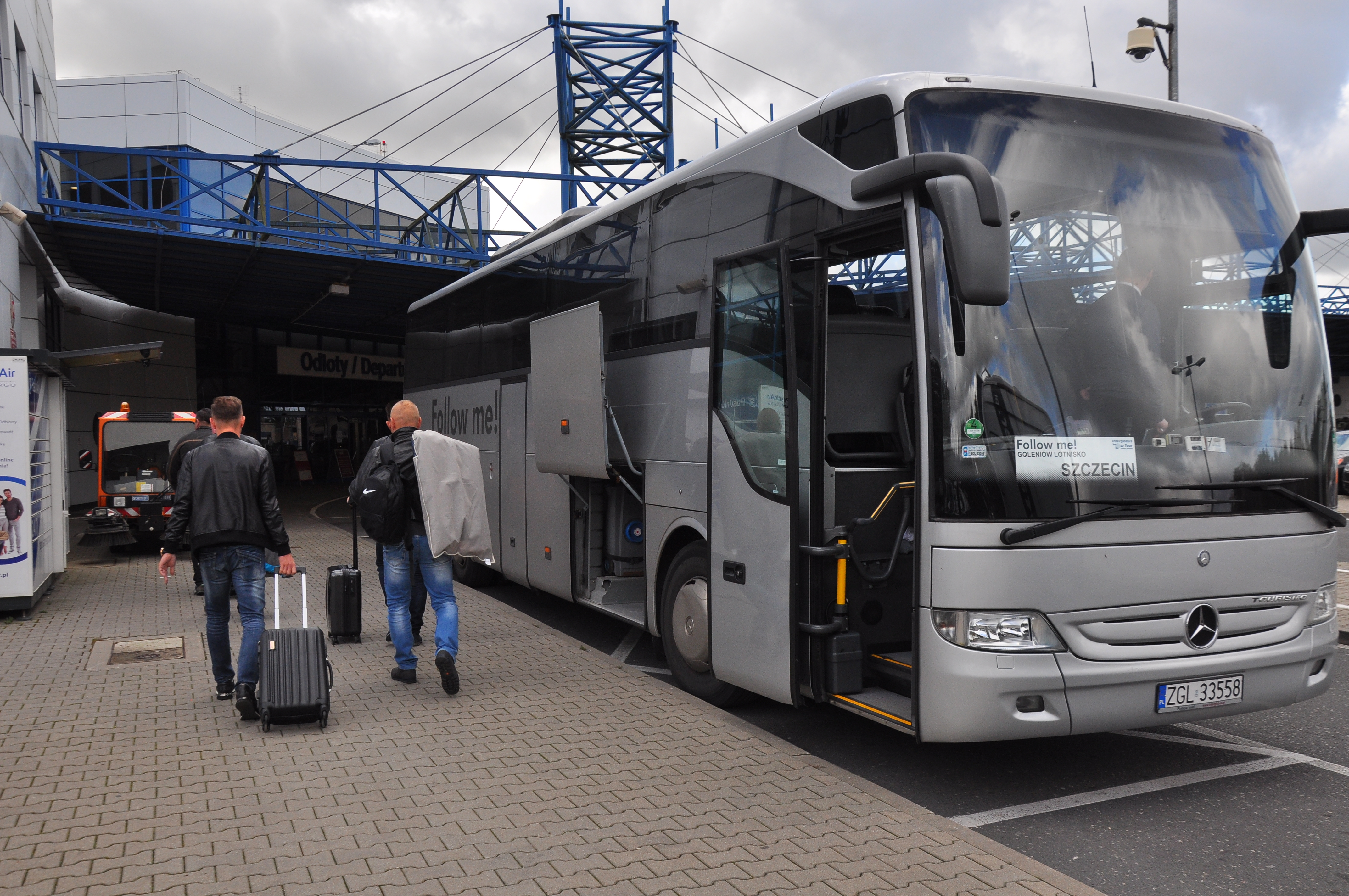
Autobus Follow me! na lotnisku Goleniów – transfer na lotniska

Po kilkuletniej współpracy z klubem piłkarskim Pogoń Szczecin, w 2016 roku Interglobus Tour Follow me! został uznany oficjalnym przewoźnikiem klubu. Przejazdy na mecze Pogoni od tego roku były realizowane oklejonym w klubowe barwy nowoczesnym autokarem Mercedes Tourismo RHD-L.
W 2017 roku podobną współpracę Follow me! nawiązało z wielokrotnym mistrzem polski w siatkówce kobiet, klubem Chemik Police SA. Po kilku latach współpracy Follow me! zostało uznane oficjalnym przewoźnikiem, jeden z autokarów firmy został oklejony w barwy klubu z Polic.
W 2018 roku przewoźnik uruchomił drugą linię przy współpracy z firmą Flixbus. Pierwszy autokar na tej trasie wyjechał do Warszawy 12 lipca 2018 roku. Linia o nr 1340 i N1340 kursuje na trasie Szczecin – Gorzów Wlkp. – Poznań – Łódź – Warszawa Zachodnia.
W 2019 roku przewoźnik uruchomił kolejną linię autobusową przy współpracy z Flixbusem. Nowa linia została uruchomiona 16 czerwca 2019 roku, a autobusy podróżują codziennie na trasie Szczecin – Kołobrzeg – Koszalin – Gdańsk – Elbląg – Olsztyn.